# Monumento a Tito Speri
Il Monumento a Tito Speri è un'opera scultorea dedicata all'omonimo patriota ed eroe delle dieci giornate di Brescia, realizzata dallo scultore Domenico Ghidoni nel 1888 e situata nella piazzetta Tito Speri. 

## Storia
L'opera, realizzata dallo scultore Domenico Ghidoni, fu inaugurata in data 2 settembre 1888, grazie ai fondi derivanti da una sottoscrizione pubblica organizzata dalla cosiddetta Società Reduci delle patrie battaglie; fu anche chiesto all'allora amministrazione comunale, proprio in occasione dell'inaugurazione della statua dello Speri, di rinnovare radicalmente gli spazi dello spiazzo interessato: infatti, dall'area dell'antica piazza dell'Albera, sarebbe poi sorta la successiva Piazza del 1849, poi ridenominata in Piazzetta Tito Speri a seguito della presenza della stessa statua.
In occasione dell'inaugurazione, inoltre, fu approntato un apposito manifesto poi distribuito sia in città che in provincia, in modo da mobilitare il maggior numero di partecipanti possibili. Per le celebrazioni e la cerimonia, poi, fu allestito un vero e proprio apparato decorativo nella piazzetta, che constava in bandiere e stemmi vari, mazzi di fiori ed anche corone recanti i nomi degli artefici delle dieci giornate: in occasione dell'inaugurazione sostarono ai lati del monumento i reduci di tale evento, con anche da segnalare la presenza di eroi e rappresentanti delle battaglie risorgimentali.

## Descrizione
L'opera è influenzata dalla cosiddetta corrente verista, alla quale il Ghidoni si ispirò per realizzare quasi la totalità delle sue opere e che, in generale, ebbe grande ascendente sugli artisti lombardi dell'epoca; la stessa statua dello Speri, dunque, si contraddistingue per l'accentuata componente realista, oltre che per la forte espressività e gestualità della figura, sottolineata ulteriormente dai chiaroscuri che si generano sulle pieghe del marmo stesso. La mimica appunto è fortemente espressiva, a maggior ragione perché Tito è raffigurato nell'atto di indicare, con la mano destra, la strada che porta verso il castello; quasi a voler esortare, con fare dinamico e sprezzante, alla lotta.

La statua di Tito Speri nel contesto della piazzetta

La figura dello Speri si erge su un basamento in marmo di Botticino realizzato dall'architetto Antonio Tagliaferri, e reca sullo stesso basamento una targa votiva per lato, con iscrizioni che commemorano le gesta e gli eventi del patriota nell'ambito, per l'appunto, delle dieci giornate. Sul fronte del monumento si può leggere la seguente dedica:
Sul fianco destro, invece, segue:
ESECUZIONE CAPITALE DI TITO SPERI III MARZO MDCCCLIII»
Sul retro del basamento:
DELLA DECADE BRESCIANA 

SUGLI APERTI CAMPI 

SULLE INSANGUINATE VIE 

PRIMO NELLE SEGRETE ACCOLTE DELLE CONGIURE 

ARDIMENTOSO TENACE IMPLACABILE 

CONTRO LA TIRANNIDE DELL'AUSTRIA 

GLORIOSO RIBELLE 

CON ESECRATA SENTENZA 

CONDANNATO AD UN'IMMATURA MORTE»
Sul lato sinistro:
REDUCI DALLE BATTAGLIE NAZIONALI 

I NOVELLI CITTADINI DI BRESCIA LIBERA 

ERESSERO NELL'ANNO MDCCCLXXXVIII»